# Szewyriałowo
Szewyriałowo (ros. Шевырялово) – wieś (sieło) w Rosji, w Udmurcji, w rejonie sarapulskim. W 2010 liczyła 1183 mieszkańców.